# FattyPillow
FattyPillow (настоящее имя Карел Сивак; род. 15 августа 1992, Тршебич, Чехия) — чешский стример, видеоблогер, создатель одноимённого канала на YouTube, имеющий на данный момент более 800 тыс подписчиков и более 200 млн просмотров.

## Биография
Карел Сивак родился 15 августа 1992 года в чешском городке Тршебич. Вырос в одиночестве со своей мамой из-за того, что, когда Карелу было 8 лет, его отец умер от рака. После окончания школы в 2007 году, Карел пошёл учиться на повара.

### Творчество
В детстве Карел обожал хип-хоп и рэп, из-за чего в 2013 году он создаёт аккаунт на YouTube, на котором он начал публиковать свои музыкальные клипы. В этом же году он выступал на фестивале «Hip Hop Kemp».
В декабре 2014 года в целях разнообразия контента Карел создаёт новый канал, назвав его «FattyPillow». В течение нескольких недель канал набрал более тысячи подписчиков, но большой скачок популярности произошёл в начале 2015 года, набрав более 100 000 подписчиков. Также Карел создал аккаунт на Twitch.tv, на котором он играет в различные видеоигры и зарабатывает несколько тысяч крон.
В 2021 году вышла премьера фильма Гамп — пёс, который научил людей жить, в котором блогер играл эпизодическую роль ветеринара в приюте для животных. 
По состоянию на январь 2024 года YouTube-канал FattyPillowTV приносит от 1477 до 11 800 долларов в месяц с помощью AdSense.

### Личная жизнь
С августа 2015 года Карел состоял в близких отношениях с Сарой Холановой, но в июне 2017 года блогер объявил, что они расстались.